# Samuel (Amoräer)
Samuel (aus Nehardea) / Samuel bar Abba / Mar Samuel [Mar = Herr] / auch Ariokh der Große (BM 85b) genannt [nicht identisch mit Mar Samuel Mar(i)] (* gegen Ende des 2. Jahrhunderts in Nehardea, Babylonien, gestorben um die Mitte des 3. Jahrhunderts ebenda, laut Iggeret Rab Scherira Gaon im Jahr 254) war ein babylonischer Amora (talmudischer Gelehrter).
Samuel studierte bei seinem Vater, Abba bar Abba (Abba ben Abba ha-Kohen), sowie bei Levi ben Sisi, der aus dem römisch besetzten Palästina nach Babylonien ausgewandert war, das unter der Herrschaft der Perser stand. Ob Samuel auch bei Jehuda ha-Nasi in Palästina studiert hat, ist nicht gesichert.
Um die Mitte des 3. Jahrhunderts war Samuel der Leiter eines wichtigen Bet Midrasch und Beth Din in Nehardea. Er war zu seiner Zeit die führende Autorität in Fragen des Zivilrechts. In diesem Bereich akzeptierten spätere Generationen seine Entscheidungen als bindend. Er war ein persönlicher Bekannter des Perserkönigs Schapur I. und traf mit ihm eine Vereinbarung, die im Talmudtraktat Baba qama (113a) niedergelegt ist und sich in der ganzen jüdischen Diaspora durchgesetzt hat: Das Gesetz der (auch der nichtjüdischen) Regierung ist (für die Juden) Gesetz (im aramäischen Original: דינא דמלכותא דינא – dina de-malchuta dina). Weitere Prinzipien von ihm lauten: Die Bringschuld des Beweises liegt beim Kläger und In finanziellen Verfahren folgen wir nicht der Mehrheit. Aus Sorge um Waisenkinder legte er fest, dass ihr Geld auf Zinsen ausgeliehen werden kann – im Gegensatz zur talmudischen Vorschrift, dass Geld an Juden nicht auf Zinsen ausgeliehen werden darf.
Neben dem Perserkönig zählte auch der Exilarch Mar Ukba zu Samuels persönlichen Bekannten, bei dessen Gerichtssitzungen Samuel anwesend war. Der talmudische Gelehrte verfügte über gründliche astronomische Kenntnisse und erklärte: Die Straßen des Himmels sind mir ebenso bekannt wie die Straßen von Nehardea (im Traktat Berachot). Seine Kenntnisse auf diesem Gebiet trugen ihm den Beinamen Jarchinai (Variante: Jarchinaa = „Astronom“) ein. Daneben war er auch als Arzt tätig und entwickelte eine Salbe zur Behandlung von Augenleiden, die ebenfalls im Talmud erwähnt wird. Nach seiner Ansicht wird der Messias erst kommen, nachdem das jüdische Volk grausame Verfolgungen erlitten haben wird, und er war der Meinung, der einzige Unterschied zwischen seiner und der messianischen Zeit sei die Freiheit von Unterdrückung durch fremde Mächte. Er war kein Anhänger übertriebener Askese und erlaubte weltliche Genüsse, vorausgesetzt, dass sie durch den gebotenen Segensspruch eingeleitet werden.